# Élie-Abel Carrière
Élie-Abel Carrière (Senna e Marna, 4 giugno 1818 – Parigi, 17 agosto 1896) è stato un botanico francese.
Era uno dei principali autori su conifere (1850-1870), dal quale descrisse molte nuove specie, tra cui Tsuga, Keteleeria e Pseudotsuga. La sua opera più importante è stata il Traité Général des Conifères, pubblicato nel 1855, con una seconda edizione ampiamente rivista nel 1867.

## Opere
- Guide pratique du jardinier multiplicateur: ou art de propager les végétaux par semis, boutures, greffes, etc. (1856).
- Flore des jardins de l'Europe: manuel général des plantes, arbres et arbustes, comprenant leur origine, description, culture : leur application aux jardins d'agrément, à l'agriculture, aux forêts, aux usages domestiques, aux arts et à l'industrie. Et classés selon la méthode de Decandolle par Jacques et Hérincq.
- Entretiens familiers sur l'horticulture (1860)
- Encyclopédie horticole (1862)
- Production et fixation des variétés dans les végétaux (1865)
- Origine des plantes domestiques démontrée par la culture du radis sauvage (1869).[1]
- Semis et mise à fruit des arbres fruitiers (1881).[2]